# Adam Heinrich Dietrich von Bülow

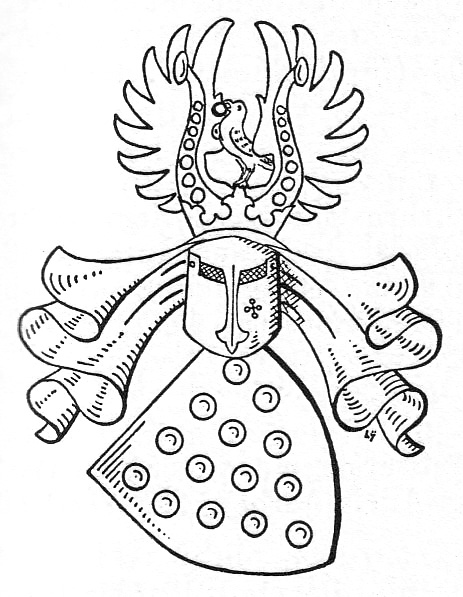
Wappen derer von Bülow

Adam Heinrich Dietrich Freiherr von Bülow (* 1757 in Falkenberg, Altmark; † 16. Juli 1807 in Riga, Russland) war ein deutscher Militärschriftsteller und Publizist.

## Herkunft
Er entstammte dem Adelsgeschlecht Bülow. Seine Eltern waren Friedrich Ulrich Arwed von Bülow (1726–1791) und dessen Ehefrau Sophie, geborene Schultz (1727–1794). Der General Friedrich Wilhelm Bülow von Dennewitz war sein älterer Bruder.

## Leben
Bülow diente von 1773 bis 1786 in der preußischen, dann kurze Zeit in der niederländischen Armee, versuchte sich als Schauspieldirektor, ging zweimal in die USA, dann 1799 nach England und Frankreich und führte, schon durch das Werk „Geist des neuen Kriegsystems“ bekannt, ein Wanderleben. Auf Bülow als Militärschriftsteller gehen die Unterscheidung zwischen Strategie und Taktik sowie heute noch gebrauchte Begriffe wie z. B. „Operationsbasis“ zurück. 1804 ließ er sich in Berlin nieder. Wegen heftiger Kritik besonders an der russischen Generalität in der Schrift Der Feldzug von 1805 ließ ihn der preußische König Friedrich Wilhelm III. am 6. August 1806 auf russischen Wunsch verhaften und zu vier Jahren Festungshaft verurteilen. Im Oktober 1806, kurz vor der Ankunft der Franzosen nach der von ihm prophezeiten Niederlage der preußischen Armee, verbrachte man Bülow gegen ärztlichen Rat von Berlin nach Kolberg. Dort schrieb er  sein letztes Buch über die von ihm verehrte Lehre Swedenborgs. Noch vor Ende der Belagerung nach  Königsberg verlegt, flüchtete er, wurde in Kurland aufgegriffen und verstarb in russischer Gefangenschaft am 16. Juli 1807 in Riga. Bülow war in der Zeit von Preußens Zusammenbruch einer der meistgelesenen zeitkritischen Schriftsteller, und sein Schicksal bewegte die Öffentlichkeit über seinen Tod hinaus. Als literarische Figur tritt er in Fontanes Schach von Wuthenow auf, und auch  Nettelbeck erwähnt ihn in seinen Lebenserinnerungen.

## Werke
- Der Freistaat von Nordamerika in seinem neuesten Zustand, Johann Friedrich Unger, Berlin 1797
- Geschichte der feindlichen Landungen in England, namentlich der Römer, Deutschen, Dänen, Normänner, Spanier, Holländer und Franzosen, 1798
- Geist des neuern Kriegssystems hergeleitet aus dem Grundsatze einer Basis der Operationen auch für Laien in der Kriegskunst faßlich vorgetragen von einem ehemaligen Preußischen Offizier. Benjamin Gottlieb Hofmann, Hamburg 1799. Digitalisat, books.google.de. Eine zweite, „verbesserte und sehr vermehrte“ Auflage erschien 1805, eine dritte vermehrte Auflage 1835 in Hamburg.
- Mungo Parks Reisen (Übersetzung aus dem Englischen), Haude und Spener, Berlin 1799
- Über das Geld, 1800
- Die Geschichte des Feldzugs von 1800, G. Fleischer 1801
- Prinz Heinrich von Preußen. Kritische Geschichte seiner Feldzüge, Himburg, Berlin 1805
- Neue Taktik der Neuern wie sie seyn sollte. Vom Verfasser des Geistes des neuen Kriegssystems. Erster Theil, welcher von der eigentlichen Taktik handelt. Zweiter Theil: Vorbereitung des Heeres zum Kriege oder zu Taktischen und strategischen Verrichtungen. Nebst einigen Grundlinien zur Beleuchtung von zwei Kritikern, Himburg, Berlin 1805
- Militärische Biographien berühmter Helden neuerer Zeit. Vorzüglich für junge Officiere und für die Söhne des Adels, die zum Militär-Dienste bestimmt sind, 4 Bände, Himburg, Berlin 1805
- Der Feldzug von 1805; Theil 1 und
- Der Feldzug von 1805; Theil 2, G. Fleischer 1806 (anonym mit der Verfasserangabe: „von dem Verfasser des Geistes des neuern Kriegssystems und des Feldzugs von 1800“)
- Blicke auf zukünftige Begebenheiten, aber keine Prophezeihungen: geschrieben im April 1801, z. Th. erfüllt im Juni 1806, G. Fleischer, Leipzig 1806
- Gustav Adolph in Deutschland. Kritische Geschichte seiner Feldzüge. Von dem Verfasser des Geistes des neuen Kriegssystems. 2 Bände, Himburg, Berlin 1808
- Nunc permissum est. Coup d'œil sur la doctrine de la nouvelle église chrétienne, 1809